# Premio del Sindicato de Guionistas 1955
La 8.ª edición de los Premios del Sindicato de Guionistas de Estados Unidos otorgados a los mejores guionistas de cine de 1955. Los ganadores fueron anunciados en 1956.

## Nominados y ganadores[2]

### Cine
Los ganadores están listados primero y en negritas.
| Mejor Guion en Musical - Love Me or Leave Me – Daniel Fuchs y Isobel Lennart; argumento de Daniel Fuchs⭐ - Daddy Long Legs – Phoebe Ephron y Henry Ephron; basado en la novela de Jean Webster - Guys and Dolls – Joseph L. Mankiewicz; argumento de Damon Runyon y basado en la obra de Jo Swerling y Abe Burrows - It's Always Fair Weather – Betty Comden y Adolph Green - Oklahoma! – Sonya Levien y William Ludwig; basado en la obra de Richard Rodgers y Oscar Hammerstein II | Mejor Guion Dramático - Marty – Paddy Chayefsky⭐ - Bad Day at Black Rock – Millard Kaufman; basado en la historia de Howard Breslin - Blackboard Jungle – Richard Brooks; basado en la novela de Evan Hunter - East of Eden – Paul Osborn; basado en la novela de John Steinbeck - Pícnic – Daniel Taradash; basado en la obra de William Inge |
| Mejor Guion de Comedia - Mister Roberts – Frank S. Nugent y Joshua Logan; basado en la obra de Thomas Heggen y Joshua Logan de la novela de Thomas Heggen⭐ - Phffft – George Axelrod - The Seven Year Itch – Billy Wilder y George Axelroad; basado en la obra de George Axelroad - The Tender Trap – Julius J. Epstein; basado en la obra de Max Shulman y Robert Paul Smith - To Catch a Thief – John Michael Hayes; basado en la novela de David Dodge                            | |

### Premios Especiales
| Premio Laurel para el Logro de Guion en Cine                           | Premio Laurel para el Logro de Guion en Cine |
| ---------------------------------------------------------------------- | -------------------------------------------- |
| Albert Hackett, Frances Goodrich, Julius J. Epstein, Philip G. Epstein |                                              |